# Eriopyga ditissima
Eriopyga ditissima là một loài bướm đêm trong họ Noctuidae.